# 李星灿
李星灿(1987年9月28日—)，是一名中国足球运动员。

## 俱乐部生涯
2006年，李星灿进入中超球队天津泰达一线队名单，但没有得到出场机会。在2007年的季前热身赛中，李星灿表现出色，成为球队主教练雅拉宾斯基重点培养的球员之一。2007年3月10日，他在2007赛季中超联赛第二轮天津泰达主场2比0击败深圳上清饮的比赛中替补出场，完成职业生涯的处子秀。在2007赛季中，他总共为天津泰达队登场12次，其中3次作为首发球员出场。
2008赛季，雅拉宾斯基在联赛第四轮被解约，接任的主教练左树声并没有给李星灿表现自己的机会。这个赛季他仅在联赛中出场2次，其中唯一一次首发是在联赛第二轮完成的。赛季结束后，李星灿被球队挂牌，他放弃选择其他球队继续踢球的机会，和朋友一起从事起高速公路的绿化工作。2009年底，天津泰达俱乐部为了让新任主教练阿里·汉考察更多的球员，把离队一年的李星灿招入队中。李星灿把握住机会，重新回归天津泰达。
2011年2月22日，李星灿和队友崔中凯以租借的形式加盟中甲新军天津润宇隆（之后改名沈阳沈北）。4月8日，他在天津润宇隆客场2比0击败北京八喜的比赛中打进职业生涯的首个进球。在2011赛季中，李星灿表现出色，联赛出场24次打进9球，位列联赛射手榜第六位。2011年12月，李星灿正式转会到沈阳沈北。